# Parafia Opieki św. Józefa w Opaleńcu
Parafia Opieki świętego Józefa w Opaleńcu – parafia rzymskokatolicka znajdująca się w archidiecezji warmińskiej, w dekanacie Szczytno. Erygowana 4 czerwca 1926 roku.